# Liselotte Frisk
Eva Liselotte Frisk Dubsky, född 11 mars 1959 i Uppsala, död 29 oktober 2020 i Bollnäs, var en svensk religionsvetare.
Frisk, som var dotter till fotograf Alf Frisk och lektor Sonja Nejdefors, utgav i tonåren ungdomsböckerna Flicka, en alldeles vanlig ponny (1975) och Solsken (1976). Hon avslutade sina gymnasiala studier 1976, vistades därefter under ett år på yogaskola i Indien och började därefter studera vid Uppsala universitet. Hon disputerade 1993 vid Åbo Akademi på avhandlingen Nya religiösa rörelser i Sverige: Relation till samhället/världen, anslutning och engagemang, vilken behandlar Hare Krishna, scientologi, Osho, Siddha Yoga, Transcendental meditation och antroposofi. Hon blev senare professor i religionsvetenskap vid Högskolan Dalarna. Hon undervisade i religionshistoria och religionssociologi och blev senare forskningsledare inom interkulturella studier. Hon utgav bland annat Nyreligiositet i Sverige: Ett religionsvetenskapligt perspektiv (1998) och De nya religiösa rörelserna – vart tog de vägen? (2007). Hon var ordförande i föreningen Finyar (Nordiskt nätverk för forskning om nyreligiositet) och var mellan 2009–2013 ordförande i International Society for the Study of New Religions (ISSNR).